# Pico×CoCo×Chico
『Pico×CoCo×Chico』是2008年10月9日由Soft On Demand發售的成人動畫。『Pico系列』第三作、正式名則為『Pico系列 Pico×CoCo×Chico』。

## 故事大綱
Pico和Chico兩人某天在都市中遇到一名外表宛如少女的神秘人物，他自稱為CoCo並且帶領他們來到自己住的地下鐵道中參觀還挽留他們在這邊住宿著。然後到了晚上，在Pico徹夜難眠時意外地發現CoCo的真正性別。
接著第二天，CoCo帶領他們遊玩整個都市，好像整個都市就像是他們的遊樂場一般，而CoCo那像是妖精般虛無飄渺的行為，也深深著吸引Pico和Chico兩人並且讓他們為此產生衝突，使得CoCo深感愧疚而瞬間消失，最後在兩人努力的尋找下終於找到CoCo和他重新和解並且三人也結下深深的友情。

## 登場人物
請參考Pico系列登場人物。

## 工作人員
- 原作：Natural High
- 製作總指揮：とっちん
- 劇本：高山カツヒコ
- 角色設定・作画監督：よし天
- 角色原案：彩画堂
- 製作人：GOLDENBOY
- 音樂：忍、K2 project
- 音效設計：Dr.T
- 導演：谷田部勝義
- 製作・著作・受審・發售：Natural High
- 製作：シュガーボーイ、スタジオブルーキャッツ、SUNRISE
- 販售商：Soft On Demand

## 主題歌
- 「僕を連れてって」

- 歌：Pico
- 作詞：金子政路
- 作・編曲：井口準人
- 錄音室：malibuStudio

## 關連項目
- Pico系列
  - 我的Pico
  - Pico和Chico
- 偽娘

## 外部連結
- PicoWEB官方網站（日語）